# Bic
För andra betydelser, se BIC.

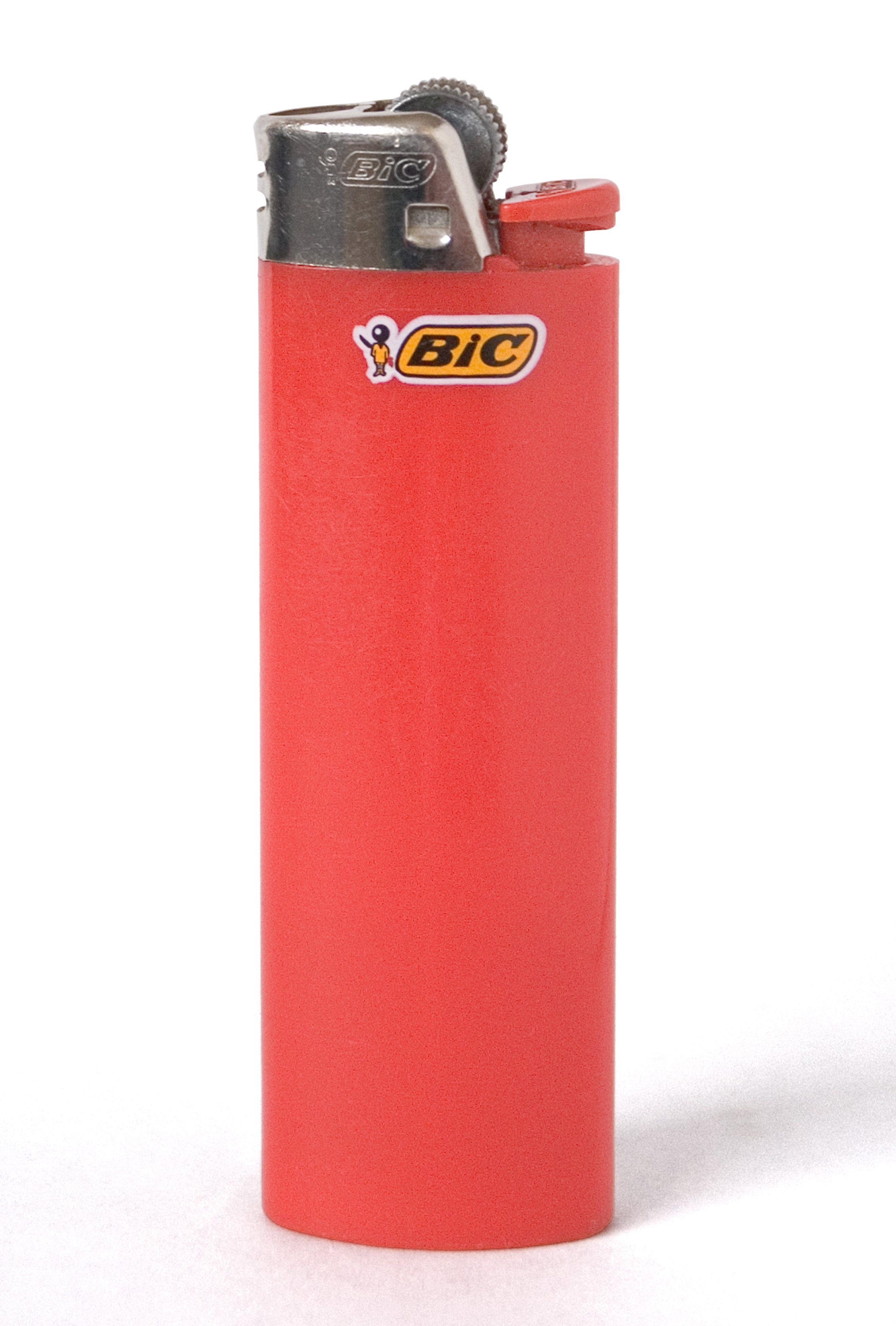
En tändare från BiC.

Société Bic S.A., vanligen kallat bara Bic eller i marknadsföringssammanhang skrivet BiC, är ett företag baserat i Clichy, Frankrike, med tillverkning och marknadsföring av dagligvaror, oftast av hårdplast. BIC Group är världens största tillverkare av kulspetspennor, tändare och engångsrakhyvlar. I koncernen ingår även Tipp-Ex.
Företaget grundades av Marcel Bich och Edouard Buffard i Frankrike 1945. Marcel Bich hade en bakgrund som säljare av bläck till pennor. Grunden för Bic blev Marcel Bichs köp av patentet för kulspetspennor av László Bíró. Bich förbättrade konstruktionen och gjorde den till en massprodukt. Kulspetspennan kom 1948 ut på den allmänna konsumentmarknaden, och under 1950-talet byggde Bic upp en industriell tillverkning i stor skala. 1950 lanserades kulspetspennan Bic Cristal som är världens mest sålda kulspetspenna. 1953 blev företagets namn Bic, namnet började skrivas utan h, för att inte uttalet skulle bli fel på utländska marknaderna.
Under 1950-talet följde expansion utomlands till bland annat Italien, Brasilien, Storbritannien och USA. 1958 köptes Waterman Pen. Företaget ägde 1959–2004 Ballograf.
År 1973 lanserades Bics engångständare och 1975 den första engångshyveln.
Från 1967 till 1974 sponsrade företaget ett cykelstall, Bic som bland annat tog segrar i Tour de France och Vuelta a España.